# Abrota
Abrota es un género de  mariposas de la familia Nymphalidae,  subfamilia Limenitidinae, tribu Adoliadini, cuenta con 9 especies reconocidas científicamente.

## Especies
- Abrota candidii (Wileman, 1911)
- Abrota confinis (Felder, 1859)
- Abrota esvara (Fruhstorfer, 1913)
- Abrota flavina (Mell, 1923)
- Abrota formosana (Fruhstorfer, 1908)
- Abrota ganga (Moore, 1857)
- Abrota juma (Moore, 1865)
- Abrota mirus (Fabricius, 1793)
- Abrota pratti (Leech, 1891)

## Localización
Las especies de este género de mariposas, se encuentran distribuidas en el sudeste de Asia y Australasia. 